# Circuit urbain de Berne
Le circuit urbain de Berne est un circuit automobile temporaire empruntant les rues de Berne. Il accueillera à une reprise l’ePrix de Berne comptant pour le championnat de Formule E FIA.

## Historique
Le premier ePrix s'y est tenu le 22 juin 2019, il a été remporté par Jean-Éric Vergne.

## Description
Le tracé est composé de 13 virages et est long de 2,668 km.
Le circuit se situe au centre-ville de Berne, la ligne de départ-arrivé se situe sur la Laubeggstrasse, une chicane interrompe la droite, après la chicane se trouve l’entrée des stands, la sortie des stands se trouve après le prochain virage. Les virages 4 et 5 contourne le jardin des roses, après une autre droite, un deuxième chicane passe à côté de la Fosse aux ours de Berne, après le neuvième virage, le circuit suit la Muristrasse, puis tourne vers la Schosshaldenstrasse, après le dernier virage, le circuit revient sur la ligne de départ-arrivé.